# Félix Ovejero
Félix Ovejero Lucas, né en 1957 à Barcelone, est un essayiste et professeur d'université espagnol.

## Biographie
Félix Ovejero naît en 1957 à Barcelone.
Il obtient une licence en Sciences économiques à l'université de Barcelone en 1982 et un doctorat en 1985. Depuis 1987, il est professeur d'économie, d'éthique y de sciences sociales à l'université de Barcelone. Il est aussi professeur invité à l'université Pompeu Fabra (1994, 1995), au Centre d'Éthique, Rationalité et Société de l'Université de Chicago (1991) ainsi qu'à l'université du Wisconsin-Madison (1999).
Félix Ovejero est un des premiers promoteurs de la plateforme Ciutadans de Catalunya et un des signataires du manifeste «Por la creación de un nuevo partido político en Cataluña», qui débouche sur la création du parti Ciudadanos-Partido de la Ciudadanía.
Le 17 septembre 2017, il signe avec entre autres Francesc de Carreras et Alberto Reig Tapia, le manifeste anti-indépendantiste « Parar el golpe. 500 profesores en defensa de la democracia constitucional » (« Arrêter le coup d'État. 500 professeurs en défense de la démocratie constitutionnelle »), dont les premiers signataires sont Fernando Savater et Ángel Viñas. Ce manifeste est rendu public dix jours après que la majorité indépendantiste du Parlement régional catalan approuve une loi qui brisait la légalité constitutionnelle et qui fut immédiatement suspendue, et plus tard annulée, par le Tribunal constitutionnel espagnol. Le manifeste demandait que Mariano Rajoy empêche le référendum indépendantiste.
Éditorialiste à El País, il décide de quitter ce journal en 2018 pour rejoindre El Mundo.
En 2018, il publie un essai sur la dérive réactionnaire de la gauche qui est devenue compréhensive envers l’absurdité religieuse, sympathise avec ceux qui veulent construire des communautés politiques fondées sur l’identité et est opposée au processus de mondialisation. Selon Félix Ovejero, la gauche s'est éloignée des valeurs des Lumières pour se rapprocher de l'obscurantisme.
En 2021, il publie Secesionismo y democracia, livre dans lequel il démonte les arguments des séparatistes.

## Ouvrages
- De la naturaleza a la sociedad, Barcelone, Península, 1987[7].
- Intereses de todos, acciones de cada uno, Madrid, Siglo XXI (es), 1989.
- La Quimera fértil, Barcelone, Icaria, 1994[7].
- Mercado, ética y economía, Barcelone, Icaria, 1994[7].
- Las razones del socialismo, Barcelone(editado con Roberto Gargarella (es)), Paidos, 2001.
- La libertad inhóspita, Barcelone, Paidós, 2002.
- Contra la epistemología indiferente, Mondadori, Barcelone, 2003.
- El compromiso del método, Montesinos, 2004.
- Proceso Abierto. El socialismo después del socialismo, Tusquets, 2005[8].
- Contra Cromagnon. Nacionalismo, ciudadanía, democracia, Montesinos Ensayo, 2007[9].
- Incluso un pueblo de demonios: democracia, liberalismo, republicanismo, Buenos Aires/Madrid, Katz editores S.A, 2008[10].
- La trama estéril, Montesinos Ensayo, 2011[7],[11]
- ¿Idiotas o ciudadanos? el 15-M y la teoría de la democracia Mataró, Montesinos, 2013[12]
- El compromiso del creador. Ética de la estética. Barcelone, Galaxia Gutenberg (es)/Círculo de Lectores, 2014[13]
- La seducción de la frontera. El Viejo Topo, 2016[14]
- La deriva reaccionaria de la izquierda, Página Indómita, 2018[15].
- Sobrevivir al naufragio, Página Indómita, 2020[16].
- Secesionismo y democracia, Página Indómita, 2021.

Coordinateur
- Nuevas ideas republicanas. Autogobierno y libertad, (con R. Gargarella y J. L. Martí), Paidós, Barcelone, 2004.